# Ytterholmen

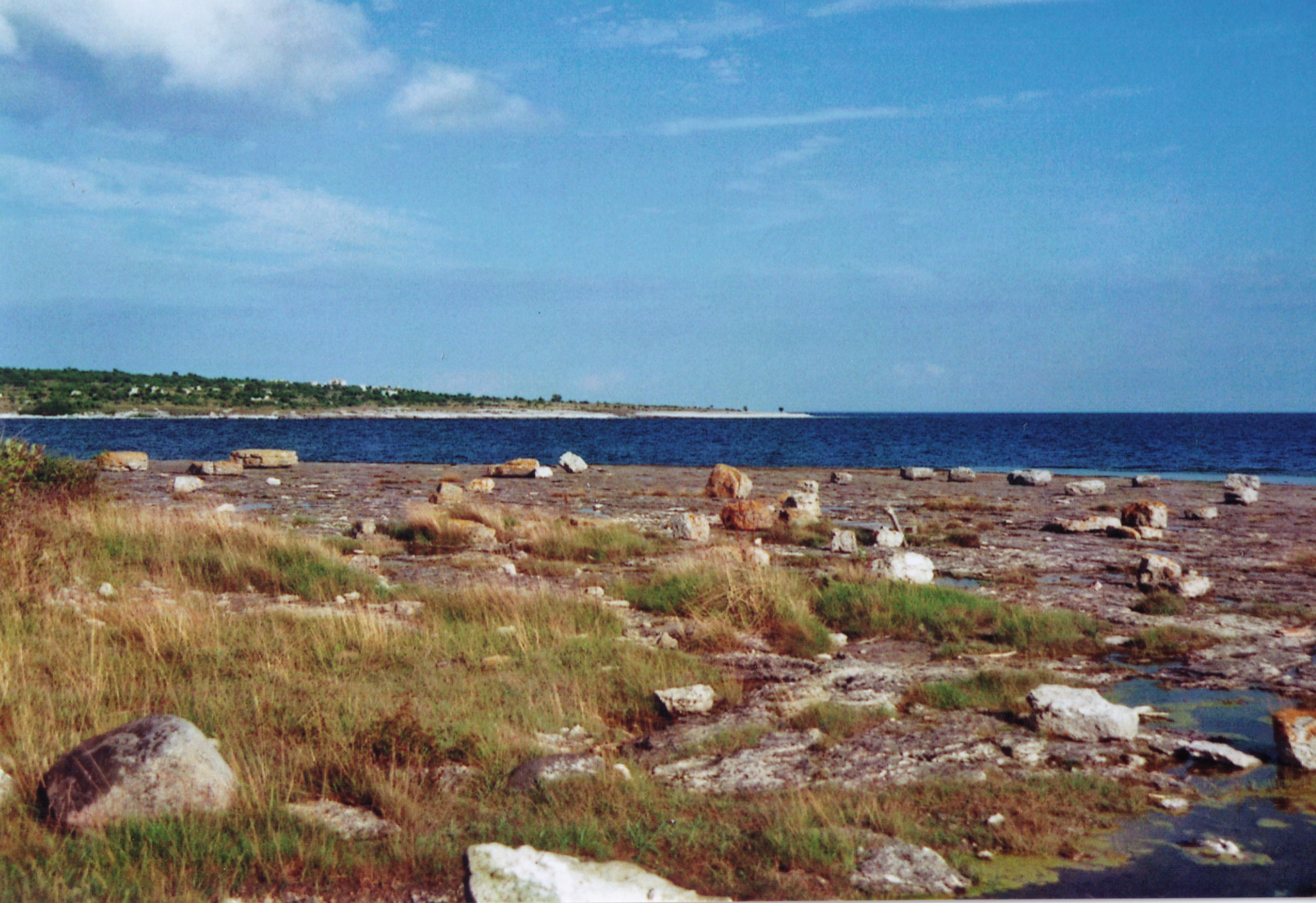
Ytterholmen von Sankt Olofsholm aus gesehen.

Ytterholmen ist eine Insel in der Gemeinde Gotland in Gotlands län, die ungefähr 500 m vor Sankt Olofsholm auf der nordöstlichen Seite der Insel Gotland liegt.
Die Insel ist etwa 600 m lang und etwa 300 m breit.
Die höchsten Teile der Insel Ytterholmen liegen etwas mehr als 15 m über dem Meeresspiegel.
Im Norden und Westen sind die Ufer der Insel steil und bilden teilweise sogar Steilküstenabschnitte.
Im Süden und Osten laufen die Strände flach ins Wasser.
Die Insel ist zu großen Teilen von kleinen Steinen (schwedisch klappersten) bedeckt.
Hier und da erscheint aber der felsige Untergrund in Form unregelmäßiger Riffkalkformationen an der Oberfläche.
Vor allem im Nordosten und im Süden befinden sich einige hohe Rauken.
Ytterholmen ist ein Naturreservat von 36 ha Größe, wovon 17 ha sich an Land befinden und 19 ha Wasserfläche sind.
Das Naturreservat wurde 1931 eingerichtet.
Die Insel war bis zum Ende der 1990er-Jahre ein militärisches Sperrgebiet.